# Projektmerkmal
Um im Projektmanagement Projekte zu definieren (was ist ein Projekt, was ist kein Projekt) werden Projektmerkmale herangezogen. Die DIN 69901 gibt eine Definition vor, in der Projektmerkmale beschrieben werden. 
Ein Projekt ist ein Vorhaben, das im Wesentlichen durch die Einmaligkeit seiner Bedingungen gekennzeichnet ist, z. B. 
- Zielvorgabe
- zeitliche, finanzielle, personelle oder andere Begrenzungen
- Abgrenzung gegenüber anderen Vorhaben
- projektspezifische Organisation

Erweiternd werden oft folgende weitere Projektmerkmale definiert:
- Neuartigkeit
- Komplexität
- Zusammenarbeit in interdisziplinären Teams